# Kaj Birket-Smith
Kaj Birket-Smith (20. januar 1893 i København, død 28. oktober 1977 på Liselund, Vodskov ved Aalborg) var en dansk polarforsker, dr.phil & dr.scient., etnograf og overinspektør på Nationalmuseet.
Birket-Smith har udgivet flere etnografiske værker om fortrinsvis inuitter. Heriblandt nogle populærvidenskabelige som er blevet udgivet på mange forskellige sprog, hvilket har gjort ham internationalt kendt.

## Uddannelse og karriere
Han var søn af arkivar Sophus Birket-Smith og hustru Ludovica født Nielsen, blev student fra Metropolitanskolen 1910, mag.scient. 1917 og dr.phil. 1929.
Samme år blev Birket-Smith ansat som underinspektør ved Nationalmuseet, hvor han avancerede til inspektør II 1931 og inspektør I 1938. 1940 blev han leder af den etnografiske afdeling og 1946 overinspektør. Han var tillige lektor i etnografi ved Københavns Universitet fra 1945 til 1963.

## Ekspeditioner
Han var deltager i den zoologiske ekspedition til Sydgrønland 1912, på etnografisk forskningsrejse til Nordgrønland 1918 og var i 1921-23 med på Knud Rasmussens Femte Thuleekspedition. Siden var han på en arkæologisk og etnografisk forskningsrejse til Alaska 1933 og på studierejse til Filippinerne og Oceanien 1951.

## Tillidshverv
Han var viceformand i Dansk-Indisk Forening, medlem af direktionen for Knud Rasmussen-Fondet og for Dansk Ekspeditionsfond, af kommissionen for Grønlands undersøgelse, af det permanente råd for internationale antropologiske og etnologiske kongresser og generalsekretær ved kongressen i København 1938 og i Bruxelles 1948 samt præsident for den internationale amerikanistkongres i København 1956.
Han blev gift 10. juli 1920 i Marmorkirken med Minna Frantzine Louise Hvilsom (25. juni 1894 i København - 5. oktober 1957 på Frederiksberg), datter af grosserer Carl Theodor Hvilsom (1865-1923) og Wilhelmine Rohde (1864-1938).
Han er begravet på Bispebjerg Kirkegård.

## Hæder
| - 1924: Fortjenstmedaljen i sølv - 1933: Tildelt Hans Egede Medaillen - 1937: Æresdoktor ved University of Pennsylvania - 1938: Tildelt Loubat-priset af Kungliga Vitterhets Historie och Antikvitets Akademien - 1939: Ridder af Dannebrogordenen - 1951: Æresdoktor ved Oslo Universitet - 1951: Medlem af Det Kongelige Danske Videnskabernes Selskab - 1960: Æresdoktor ved Universität Basel - 1963: Kommandør af Dannebrogordenen - 1969: Æresdoktor ved Uppsala universitet - 1973: Tildelt Dansk Forfatterforenings populærvidenskabelige pris | - Bærer af udenlandske ordener - Tildelt Galathea Medaillen - Tildelt Royal Anthropological Institute of Great Britain and Irelands Huxley Medal - Tildelt den franske Prix Angrand - Tildelt Svenska Sällskapet för Antropologi och Geografis Andrée-plakette - Tildelt den vesttyske Rudolf-Virchow-Plakette - Medlem af Det Norske Videnskaps-Akademi - Medlem af Kungliga Vetenskaps- och Vitterhetssamhället i Göteborg - Medlem af Finska Vetenskaps-Societeten | - Medlem af Det Kongelige Danske Geografiske Selskab (desuden medlem af selskabets råd) - Æresmedlem af Royal Anthropological Institute of Great Britain and Ireland - Æresmedlem af Geographische Gesellschaft, Hamborg - Korresponderende medlem af La societé des américanistes de Paris - Korresponderende medlem af Anthropologische Gesellschaft, Wien - Korresponderende medlem af af American Museum of Natural History, New York - Korresponderende medlem af Tromsø Museum - Korresponderende medlem af Westermarck Society, Åbo - Korresponderende medlem af Société suisse des américanistes |

## Forfatterskab
| - Early History of the Algonquian Indians (1918) - Ethnography of the Egedesminde District (1924) - Eskimoerne (1927, engelsk udg. 1936, fransk do. 1937, schweizisk do. 1948, spansk do 1953) - Physiography of West Greenland (1928) - The Greenlanders of the Present Day (1928) - 500 Eskimo Words (1928) - The Caribou Eskimos I-II (II, disputats, 1929) - Contributions to Chipewyan Ethnology (1930) | - Den nye Verden (1931) - Geographical Notes on the Barren Grounds (1933) - Naturmennesker I-II (1934, svensk udg. 1937) - Guld og grønne Skove (1935) - Saga Knuts Rasmussens (på islandsk, 1935, dansk udg. 1936, svensk udg. 1937) - The Eyak Indians (s. m. F de Laguna, 1938) - Anthropological Observations on the Central Eskimos (1940) - Vi Mennesker (1940, svensk udg. 1944, schweizisk udg. 1944, argentinsk og finsk udg. 1949) | - Early Collections from the Pacific Eskimo (1941) - Kulturens Veje I-II (1941-42. svensk udg. 1943, schweizisk udg. 1946, hollandsk udg. 1950, finsk udg. 1951, argentinsk udg. 1952. fransk udg. 1956) - The Origin of Maize Cultivation (1943) - Ethnographical Collections from the Northwest Passage (1945) - Tro og Trolddom (1946) - The Chugach Eskimo (1953) - Ethnological Sketch of Rennell Island (1956) |

### På internettet
- Kaj Birket-Smith: "Guancherne. Nogle etnografiske Bemærkninger om de Kanariske Øers Urbefolkning" (Geografisk Tidsskrift, Bind 21; 1911)
- Kaj Birket-Smith: "Om de saakaldte højere og lavere Jægerkulturer. Et antropogeografisk udkast" (Geografisk Tidsskrift, Bind 22; 1913)
- Kaj Birket-Smith: "Skærgaardsfarter i Sydgrønland. Fra den zoologiske Ekspedition til Julianehaabs og Frederikshaabs Distrikter 1912" (Geografisk Tidsskrift, Bind 22; 1913)
- Kaj Birket-Smith: "Foreløbigt Bidrag til Kap-Farvel-Distrikternes Kulturhistorie, paa Grundlag af en nyopdaget Ruingruppe i Julianehaab-Distriktet" (Meddelelser om Grønland, bind LIII, København 1917; s. 1-38)
- Kaj Birket-Smith: "The Greenland Bow" (Meddelelser om Grønland, bind LVI, København 1918; s. 1-28)
- Kaj Birket-Smith: "Skrælingerne i Vinland og Eskimoernes Sydøst-Grænse" (Geografisk Tidsskrift, Bind 24; 1918)
- Kaj Birket-Smith: "Rejse- og Teltliv i Nord-Grønland. Den etnografiske Ekspedition til Egedesminde-Distrikt 1918" (Geografisk Tidsskrift, Bind 25; 1919)
- Kaj Birket-Smith: "Etnografiske Problemer i Grønland" (Geografisk Tidsskrift, Bind 25; 1919)
- Kaj Birket-Smith: "Antropologi, Sprog og materiel Kultur" (Geografisk Tidsskrift, Bind 27; 1924)
- Kaj Birket-Smith: "Det eskimoiske slægtskabssystem. En analytisk undersøgelse" (Geografisk Tidsskrift, Bind 30; 1927)
- Kaj Birket-Smith: "Vitus Bering og hans rejser" (Geografisk Tidsskrift, Bind 31; 1928)
- Kaj Birket-Smith: "Sugerør og tobakspibe i Nord-Amerika" (Geografisk Tidsskrift, Bind 32; 1929)
- Kaj Birket-Smith: "Spørgsmaalet om Eskimo-kulturens oprindelse: Et svar" (Geografisk Tidsskrift, Bind 32; 1929)
- Kaj Birket-Smith: "Spørgsmålet om Eskimo-kulturens oprindelse: Afsluttende bemærkninger" (Geografisk Tidsskrift, Bind 33; 1930)
- Kaj Birket-Smith: "Folke- og kulturvandringer i det nordlige Nord-Amerika. Foredrag holdt ved det 18. skandinaviske naturforskermøde i København 1929" (Geografisk Tidsskrift, Bind 33; 1930)
- Kaj Birket-Smith: "Dansk Grønlands-forskning 1932" (Geografisk Tidsskrift, Bind 35; 1932)
- Kaj Birket-Smith: "Plan for en arkæologisk ekspedition til Alaska sommeren 1933" (Geografisk Tidsskrift, Bind 36; 1933)
- Kaj Birket-Smith: "Foreløbig beretning om den dansk-amerikanske ekspedition til Alaska 1933" (Geografisk Tidsskrift, Bind 37; 1934)
- Kaj Birket-Smith: "Knud Rasmussen som Eskimo-Forsker" (Geografisk Tidsskrift, Bind 37; 1934)
- Michella Erichsen og Kaj Birket-Smith: "En gammel kystkultur på Yamal Halvøen" (Geografisk Tidsskrift, Bind 39; 1936)

## Andres anmeldelser
- C. G. Feilberg (anmeldelse af:) Kaj Birket-Smith: Kulturens Veje I-II. København. 1941—42. (Geografisk Tidsskrift, Bind 45; 1942)
- Tage Kemp (anmeldelse af:) Kaj Birket-Smilh: Vi Mennesker — en moderne Antropologi for alle. 240 Sider, 24 Tavler. Chr. Erichsens Forlag, København 1940 (Geografisk Tidsskrift, Bind 43; 1940)
- Thomas Thomsen (anmeldelse af:) Kaj Birket-Smith: Guld og grønne Skove. 24X16 cm, 111., 173 S. J. H. Schultz Forlag. København 1935 (Geografisk Tidsskrift, Bind 38; 1935)

## Nekrologer
- Inge Kleivan: "Kaj Birket-Smith og eskimoerne" (Tidsskriftet Grønland 1978, Nr. 3; s. 98-105)
- Helge Larsen: "Kaj Birket-Smith 20. januar 1893 – 29. oktober 1977" (Geografisk Tidsskrift, Bind 77; 1978)